# エウリュティオーン
エウリュティオーン（古希: Εὐρυτίων, Eurytiōn）は、ギリシア神話の人物である。長音を省略してエウリュティオンとも表記される。主に、
- ゲーリュオーンの牛飼い
- ケンタウロスの1人
- イーロスの子
- リュカーオーンの子

が知られている。以下に説明する。

## ゲーリュオーンの牛飼い
このエウリュティオーンは、ゲーリュオーンに仕える牛飼いである。ゲーリュオーンがエリュテイア島（ガデイラ、現在のスペイン西部にあったとされる伝説的な島）に多くの牛の群れを所有しており、エウリュティオーンと双頭犬オルトス（オルトロス）がその世話をしていたこと、英雄ヘーラクレースによってエウリュティオーンもオルトスも殺されて牛が奪われたことは、すでにヘーシオドスの『神統記』で言及されている。
アポロドーロスによると、ヘーラクレースが10番目の難行としてゲーリュオーンの牛を奪おうとしたとき、まず最初にオルトスがヘーラクレースに襲いかかったが、ヘーラクレースによって棍棒で打ち倒された。エウリュティオーンはオルトスを助けようとしたが逆にヘーラクレースに殺された。
これに対してシケリアのディオドーロスの物語では、エウリュティオーンもオルトスも登場しない。

## ケンタウロスの1人
このエウリュティオーンは、ケンタウロスの1人である。イクシーオーンとネペレーの子。パウサニアースによると、ラピテース族の王ペイリトオスとヒッポダメイアの結婚式に出席したケンタウロスの1人。
ヘーラクレースは4番目の難行であるエリュマントスの猪を捕えるための道中で、ポロエーを通った際に、ケンタウロスのポロスの洞窟に滞在した。このときヘーラクレースはポロスが止めるのも聞かずにケンタウロスの共有の酒甕を開いた。すると酒の匂いを嗅ぎつけた他のケンタウロスが集まって来て、酒をめぐってヘーラクレースと戦いになった。しかしヘーラクレースにかなうはずもなく、マレアー岬まで追い散らされた。エウリュティオーンも彼らの中におり、マレアー岬からさらにポロエーに逃げた。後にエウリュティオーンはアカイア地方の都市オーレノスに行き、デクサメノス王の娘ムネーシマケーに求婚した。デクサメノスはエウリュティオーンの暴力を恐れたため、しぶしぶ娘との結婚を認めた。そこに5番目の難行であるエーリス王アウゲイアースの家畜小屋の掃除を終えたヘーラクレースが訪れた。デクサメノスが英雄に助けを求めると、ヘーラクレースはこれを引き受け、エウリュティオーンがムネーシマケーを受け取りに現れたところを殺した。
エウリュティオーンの死についてはいくつかの異伝が知られている。ヒュギーヌスによると、エウリュティオーンが求婚した相手はデクサメノスの娘デーイアネイラであった。彼女はすでにヘーラクレースと婚約していたが、王はエウリュティオーンとの結婚を認めた。しかしエウリュティオーンが仲間とともにデーイアネイラとの結婚式にやって来ると、ヘーラクレースに襲われて殺された。
ヘーラクレースがアウゲイアースの家畜小屋の掃除を終えたとき、アウゲイアースは報酬を払わなかった。後にヘーラクレースはかつての報復としてエーリス地方と戦争したが、勝利することができなかったため、デクサメノスのところまで退却した。シケリアのディオドーロスによると、エウリュティオーンがヘーラクレースに殺されたのはこのときである。折しもオーレノスではデクサメノスの娘ヒッポリュテーとアルカスの子アザーンとの結婚式が行われていたので、ヘーラクレースも式に出席すると、エウリュティオーンが花嫁を攫おうとしたため退治したという。
パウサニアースは、彫刻家アルカメネスが制作したオリンピアのゼウス神殿の後部破風の浮彫群の中に、エウリュティオーンがラピテース族の英雄たちと争いながらヒッポダメイアを攫う場面を再現した像があったと報告している。パウサニアースはまた、ヘレニズム期の詩人ヘルメーシアナクスのエレゲイア詩に、エウリュティオーンのデクサメノス王の娘への悲恋を歌ったものがあったと述べている。

## イーロスの子
このエウリュティオーンは、テッサリアー地方の都市プティーアーの王である。アクトールの子イーロスとデーモーナッサの子、あるいはアクトールの子で、一説によるとエウリュダマースと兄弟。アンティゴネーという娘がいた。
カリュドーンの猪狩り、およびアルゴー船の冒険に参加した英雄の1人。
エウリュティオーンはプティーアーに亡命したペーレウスのポーコス殺しの罪を浄め、娘のアンティゴネーを妻として与えたうえに、プティーアーの国土の3分の1をペーレウスの領地として与えた。その後、エウリュティオーンはペーレウスとともにカリュドーンの猪狩りに参加した。ところがエウリュティオーンはペーレウスが誤って投じた槍をその身に受けて命を落としてしまう。オウィディウスの『変身物語』では狩りの参加者リストにエウリュティオーンの名前はあるが、ペーレウスの槍で命を落としたことについての言及はない。
ペーレウスは義父を殺してしまったため、プティーアーには帰らず、イオールコス王アカストスの王宮に滞在した。しかしアカストスの妻アステュダメイアに讒言されたためにアカストスによってペーリオン山に置き去りにされ、ケイローンによって助けられた。またアカストスの妻はアンティゴネーにペーレウスが自分の娘ステロペーと結婚しようとしていると嘘の手紙を送ったため、アンティゴネーは首を吊って自殺した。後にペーレウスはイアーソーン、ディオスクーロイとともにイオールコスを攻撃し、アステュダメイアを殺した。
なお、アントーニーヌス・リーベラーリスはペーレウスがケイローンに助けられたのち、エウリュティオーン殺しの代償を払うため、家畜を集めて、王の父イーロスのもとに赴いたと述べている。しかしイーロスは家畜を受け取らなかったので、ペーレウスが神託にしたがって家畜を野に放つと、どこからともなく1頭の狼が現れて家畜を食らい尽くしたのち、岩に変わったという。オウィディウスの『変身物語』では、この狼はポーコス殺しの報復としてプサマテーが送ったものであると語られている。

## リュカーオーンの子
このエウリュティオーンは、ゼレイア王リュカーオーンの子でパンダロスの兄弟。パンダロスと同様に弓の名手で、トロイア戦争後、アイネイアースにしたがってイタリアまで航海した。
ウェルギリウスの叙事詩『アエネーイス』によると、エウリュティオーンはアンキーセースの葬礼競技で弓競技に参加した。弓競技は逃げないように片足を紐で縛った鳩を的にして行い、エウリュティオーンと、ヒュルタコスの子ヒッポコオーン、ボート競走で勝利したムネーステウス、アケステスの4人で弓の腕前を競った。1番手のヒッポコオーンおよび2番手のムネーステウスの放った矢は鳩を外したが、後者の矢は鳩をつないでいた紐を断ち切ったため、鳩が飛翔して逃げた。これに対して3番手のエウリュティオーンは素早く矢を放って鳩を射落した。しかし最後のアケステスが的がないまま矢を天高く放つと、神の予兆が示されたため、アケステスが1等、エウリュティオーンが2等、ムネーステウスが3等を得た。